# Рей Маккіннон (футболіст)
Реймонд Маккіннон (англ. Raymond McKinnon, (нар. 5 серпня 1970, Данді) — шотландський футболіст, півзахисник та тренер.

## Ігрова кар'єра
Маккіннон народився в Данді 5 серпня 1970 року. Розпочав свою кар'єру в клубі «Данді Юнайтед», де привернув свою увагу як один з найбільш перспективних молодих півзахисників в шотландському футболі.
Зокрема він вразив Браяна Клафа, через що за £750 000 переїхав у англійський «Ноттінгем Форест» в липні 1992 року, але заграти у англійському футболі не зумів і 8 лютого 1994 року за £300 000 перейшов у «Абердін», де провів наступні півтора сезони.
Він повернувся в «Данді Юнайтед» 3 листопада 1995 року за £200,000. Там він зробив відомий хет-трик зі штрафних, принісши перемогу над «Кілмарноком» (3:2) на «Регбі Парку» в лютому 1997 року. Загалом Рей залишався на «Теннедайс Парк» півтора року, поки не покинув команду в кінці сезону 1997/98.
Після закінчення сезону він привернув інтерес з боку англійського «Крістал Пелеса», а також французьких клубів «Осер» і «Бордо». Втім в підсумку 6 серпня Маккіннон став гравцем англійського «Лутон Тауна», де провів наступний сезон, після чого повернувся на батьківщину 12 вересня 1999 року у клуб «Лівінгстон», де провів ще один сезон, а в подальшому грав за інші нижчолігові шотландські клуби «Рейт Роверз», «Портадаун», «Стерлінг Альбіон», «Іст Файф» та «Монтроз». Завершив кар'єру у «Рейт Роверз», куди повернувся у січні 2003 року.

## Тренерська кар'єра
З 2004 року став працювати граючим тренером у аматорському шотландському клубі «Локі Юнайтед», а в липні 2005 року зайняв цю ж посаду в іншому місцевому клубі «Броті Атлетік», де провів ще один сезон. Після цього у 2006 році він повернувся у «Локі Юнайтед», ставши повноцінним головним тренером.
9 жовтня 2012 року Маккіннон був призначений головним тренером клубу «Бріхін Сіті» з шотландського Другого дивізіону, третього за рівнем дивізіону країни, провівши з командою три роки.
23 травня 2015 року Маккіннон був призначений головним тренером у клубі «Рейт Роверз», зайнявши з ним четверте місце в сезоні 2015/16 і отримавши право зіграти у плей-оф, але у вищий дивізіон вийти не зумів. Він пішов у відставку 11 травня, після початку діалогу про контракт з «Данді Юнайтед».
12 травня 2016 року «Данді Юнайтед» оголосив про те, що вони призначили Маккіннона новим головним тренером, підписавши контракт на три роки. Клуб посів третє місце в Чемпіоншипі і вийшов у плей-оф. Там команда дійшла до фіналу, перемігши «Грінок Мортон» і «Фолкерк», але програла 0:1 у фіналі «Гамільтон Академікал» у фіналі. Також клуб у цьому сезоні виграв Шотландський кубок виклику. Маккіннон був звільнений у жовтні 2017 року, після поразок від «Лівінгстона» і «Інвернесса», опустившись на четверте місце у таблиці.
30 травня 2018 року Маккіннон очолив ще один клуб Чемпіоншипу «Грінок Мортон», але вже після трьох місяців з «Мортоном», Маккіннон перейшов на роботу в черговий клуб Чемпіоншипа — «Фолкерк» 31 серпня 2018 року.

## Статистика кар'єри

### Ігрова
| Клуб            | Клуб               | Клуб             | Чемпіонат | Чемпіонат | Кубок           | Кубок           | Кубок ліги | Кубок ліги | Міжнародні | Міжнародні | Всього | Всього |
| Сезон           | Клуб               | Ліга             | Ігор      | Голів     | Ігор            | Голів           | Ігор       | Голів      | Ігор       | Голів      | Ігор   | Голів  |
| Шотландія       | Шотландія          | Шотландія        | Ліга      | Ліга      | Кубок Шотландії | Кубок Шотландії | Кубок Ліги | Кубок Ліги | УЄФА       | УЄФА       | Всього | Всього |
| --------------- | ------------------ | ---------------- | --------- | --------- | --------------- | --------------- | ---------- | ---------- | ---------- | ---------- | ------ | ------ |
| 1988–89         | «Данді Юнайтед»    | Прем'єр-дивізіон | 1         | 0         | -               | -               | -          | -          | -          | -          | 1      | 0      |
| 1989–90         | «Данді Юнайтед»    | Прем'єр-дивізіон | 10        | 0         | 1               | 0               | -          | -          | -          | -          | 11     | 0      |
| 1990–91         | «Данді Юнайтед»    | Прем'єр-дивізіон | 17        | 2         | 4               | 1               | 2          | 0          | 1          | 0          | 24     | 3      |
| 1991–92         | «Данді Юнайтед»    | Прем'єр-дивізіон | 25        | 4         | -               | -               | -          | -          | -          | -          | 25     | 4      |
| Англія          | Англія             | Англія           | Ліга      | Ліга      | Кубок Англії    | Кубок Англії    | Кубок ліги | Кубок ліги | УЄФА       | УЄФА       | Всього | Всього |
| 1992–93         | «Ноттінгем Форест» | Прем'єр-ліга     | 6         | 1         | N/A             | N/A             | N/A        | N/A        | N/A        | N/A        | 6      | 1      |
| 1993–94         | «Ноттінгем Форест» | Перший дивізіон  | 6         | 1         | N/A             | N/A             | N/A        | N/A        | N/A        | N/A        | 6      | 1      |
| Шотландія       | Шотландія          | Шотландія        | Ліга      | Ліга      | Кубок Шотландії | Кубок Шотландії | Кубок Ліги | Кубок Ліги | УЄФА       | УЄФА       | Всього | Всього |
| 1993–94         | «Абердин»          | Прем'єр-дивізіон | 26        | 0         | N/A             | N/A             | N/A        | N/A        | N/A        | N/A        | 26     | 0      |
| 1994–95         | «Абердин»          | Прем'єр-дивізіон | 26        | 0         | N/A             | N/A             | N/A        | N/A        | N/A        | N/A        | 26     | 0      |
| 1995–96         | «Абердин»          | Прем'єр-дивізіон | 26        | 0         |                 |                 |            |            |            |            | 26     | 0      |
| «Данді Юнайтед» | Перший дивізіон    | 24               | 0         | 3         | 0               | -               | -          | -          | -          | 27         | 0      |        |
| «Данді Юнайтед» | 1996–97            | Прем'єр-дивізіон | 24        | 6         | 5               | 0               | 2          | 0          | -          | -          | 31     | 6      |
| «Данді Юнайтед» | 1997–98            | Прем'єр-дивізіон | 9         | 0         | 2               | 0               | 1          | 0          | -          | -          | 12     | 0      |
| Англія          | Англія             | Англія           | Ліга      | Ліга      | Кубок Англії    | Кубок Англії    | Кубок ліги | Кубок ліги | УЄФА       | УЄФА       | Всього | Всього |
| 1998–99         | «Лутон Таун»       | Другий дивізіон  | 30        | 2         | 2               | 0               | 5          | 0          | -          | -          | 37     | 2      |
| 1999-00         | «Лутон Таун»       | Другий дивізіон  | 3         | 0         | -               | -               | 1          | 0          | -          | -          | 4      | 0      |
| Шотландія       | Шотландія          | Шотландія        | Ліга      | Ліга      | Кубок Шотландії | Кубок Шотландії | Кубок Ліги | Кубок Ліги | УЄФА       | УЄФА       | Всього | Всього |
| 1999-00         | «Лівінгстон»       | Перший дивізіон  | 22        | 2         | 2               | 2               | 1          | 0          | -          | -          | 25     | 4      |
| 2000–01         | «Рейт Роверз»      | Перший дивізіон  | 3         | 1         | -               | -               | 2          | 0          | -          | -          | 5      | 1      |
| 2000–01         | «Стерлінг Альбіон» | Другий дивізіон  | 1         | 0         | -               | -               | -          | -          | -          | -          | 1      | 0      |
| 2000–01         | «Іст Файф»         | Третій дивізіон  | 3         | 0         | 2               | 0               | -          | -          | -          | -          | 5      | 0      |
| 2001–02         | «Монтроз»          | Третій дивізіон  | 19        | 2         | -               | -               | -          | -          | -          | -          | 19     | 2      |
| 2002–03         | «Монтроз»          | Третій дивізіон  | 11        | 0         | 1               | 0               | -          | -          | -          | -          | 12     | 0      |
| 2002–03         | «Рейт Роверз»      | Другий дивізіон  | 12        | 2         | -               | -               | -          | -          | -          | -          | 12     | 2      |

### Тренерська
Станом на 9 лютого 2019
| Команда         | Від          | Для          | Запис | Запис | Запис | Запис | Запис | Запис |
| І               | В            | Н            | П     | В%    |       |       |       |       |
| --------------- | ------------ | ------------ | ----- | ----- | ----- | ----- | ----- | ----- |
| «Бріхін Сіті»   | Жовтень 2012 | Травець 2015 | 116   | 50    | 26    | 40    | 43,10 |       |
| «Рейт Роверз»   | Травня 2015  | Травень 2016 | 43    | 23    | 7     | 13    | 53,49 |       |
| «Данді Юнайтед» | Травень 2016 | Жовтень 2017 | 72    | 37    | 19    | 16    | 51,39 |       |
| «Грінок Мортон» | Травень 2018 | Серпень 2018 | 8     | 4     | 1     | 3     | 50,00 |       |
| «Фолкерк»       | Серпень 2018 | 2019         | 23    | 6     | 6     | 11    | 26,09 |       |
| Загальна        | Загальна     | Загальна     | 262   | 120   | 59    | 83    | 45,80 |       |

## Досягнення
- Шотландський кубок виклику: 2016-17

## Особисте життя
Маккіннон відкрив ресторан у Данді в 2004 році.